# ヘルダーラント州

ヘルダーラント州
Provincie Gelderland

ヘルダーラント州（ヘルダーラントしゅう、Gelderland [ˈɣɛldərlɑnt] ( 音声ファイル)）は、オランダ東部の州。州都はアーネム（アルンヘム）。北はオーファーアイセル州とフレヴォラント州、西はユトレヒト州と南ホラント州、南は北ブラバント州とリンブルフ州。東はドイツのノルトライン＝ヴェストファーレン州と境界を接する。

## 州名
州名は、ゲルデルン公の領地という意味で、かつてはドイツ・ラインラントの都市ゲルデルンを本拠とするゲルデルン公の領地に含まれていた（後述）。
標準的なオランダ語発音を片仮名表記化すると「ヘルダーラント」（丁寧にゆっくり発音すると「ヘルデルラント」）となる。日本語での表記も「ヘルダーラント」がよく使われる。その他に、以下のような表記もある。
- ヘルダーランド
- ヘルデルランド
- ゲルダーラント … ドイツ語読み
- ゲルデルラント
- ゲルダーランド … 英語読み
- ゲルデルランド

## 歴史
現在の州の領域は、中世のゲルデルン公国の約4分の3にあたる。公国は神聖ローマ帝国を構成する領邦国家の1つであった。残りの4分の1は、オランダのリンブルフ州の一部と、ドイツのノルトライン＝ヴェストファーレン州クレーヴェ郡（Kreis Kleve）の一部となった。また、公国の宮廷はクレーヴェ郡のゲルデルン (Geldern) に置かれていた。
1543年にカール5世は公領をハプスブルク家領に併合し、ネーデルラント全域を支配下に収めることに成功した（ネーデルラント17州参照）。1579年1月、ヘルダーラント州は北部7州によるユトレヒト同盟に参加、オランダ連邦共和国の1州となった。

## 基礎自治体
2020年現在で51の基礎自治体（ヘメーンテ）が属する。2005年1月1日の合併再編で、それまで71あったのが56となり、その後さらに減少した。
1. アールテン (Aalten)
2. アペルドールン (Apeldoorn)
3. アーネム（アルンヘム） (Arnhem)
4. バルネフェルト (Barneveld)
5. ベルフ・エン・ダール (Berg en Dal)
6. ベルケルラント (Berkelland)
7. ビューニンゲン (Beuningen)
8. ブロンクホルスト (Bronckhorst)
9. ブルメン (Brummen)
10. ビューレン (Buren)
11. キュレンボルフ (Culemborg)
12. ドゥースブルフ (Doesburg)
13. ドゥーティンヘム (Doetinchem)
14. ドゥルーテン (Druten)
15. ダウフェン (Duiven)
16. エーデ (Ede)
17. エルブルフ (Elburg)
18. エーペ (Epe)
19. エルメロ (Ermelo)
20. ハルデルウェイク (Harderwijk)
21. ハッテム (Hattem)
22. ヘールデ (Heerde)
23. ヒューメン (Heumen)
24. リンゲヴァールト (Lingewaard)
25. ロッヘム (Lochem)
26. マースドリール (Maasdriel)
27. モントフェルラント (Montferland)
28. ネーデル・ベートゥヴェ (Neder-Betuwe)
29. ネイケルク (Nijkerk)
30. ナイメーヘン (Nijmegen)
31. ヌンスペート (Nunspeet)
32. オルデブルーク (Oldebroek)
33. オースト・ヘルレ (Oost Gelre)
34. アウデ・アイセルストレーク (Oude IJsselstreek)
35. オーファーベートゥヴェ (Overbetuwe)
36. プッテン (Putten)
37. レンクム (Renkum)
38. レーデン (Rheden)
39. ローゼンダール (Rozendaal)
40. スヘルペンゼール (Scherpenzeel)
41. ティール (Tiel)
42. フォールスト (Voorst)
43. ヴァーヘニンゲン (Wageningen)
44. ヴェスト・ベトゥヴェ (West Betuwe)
45. ヴェスト・マース・エン・ヴァール (West Maas en Waal)
46. ヴェスターフォールト (Westervoort)
47. ヴィヘン (Wijchen)
48. ヴィンテルスヴァイク (Winterswijk)
49. ザルトボメル (Zaltbommel)
50. ゼーフェナール (Zevenaar)
51. ジュトフェン (Zutphen)

## スポーツ

### サッカー
ヘルダーラント州に本拠地を置くプロ・サッカークラブ。1部リーグ（エールディヴィジ）と2部リーグ（エールステ・ディヴィジ）の双方を含む。
- フィテッセ・アーネム（フィテッセ・アルンヘム） - アーネム
- NECナイメーヘン - ナイメーヘン
- デ・フラーフスハップ - ドゥーティンヘム
- AGOVVアペルドールン - アペルドールン